# Казалгранде
Казалгра̀нде (на италиански: Casalgrande, на местен диалект Casalgrând, Казалгранд) е град и община в северна Италия, провинция Реджо Емилия, регион Емилия-Романя. Разположен е на 97 m надморска височина. Населението на общината е 18 917 души (към 2010 г.).